# Apagesoma australis
Apagesoma australis är en fiskart som beskrevs av Nielsen, King och Møller 2008. Apagesoma australis ingår i släktet Apagesoma och familjen Ophidiidae. Inga underarter finns listade i Catalogue of Life.